# Procesul de Cooperare în Europa de Sud-Est

State membre ale Procesului de Cooperare în Europa de Sud-Est

Procesul de Cooperare în Europa de Sud-Est a fost lansat la inițiativa Bulgariei în 1996. La reuniunea prezidată de Bulgaria din 1996, țările din Europa de Sud-est au pus bazele pentru cooperarea regională în scopul de a crea o atmosferă de încredere, relații de bună vecinătate și stabilitate. O caracteristică specială a SEECP este faptul că este o formă originală de cooperare între țările din regiune, lansată din proprie inițiativă, și nu la inițiativa unor organizații internaționale sau țări. În această privință, SEECP caută să se definească ca o voce autentică a Europei de Sud-est, complementară la Pactul de Stabilitate, SECI sau Acordul de stabilizare și asociere. 
Obiectivele de bază ale cooperării regionale în cadrul SEECP includ consolidarea securității și a situației politice, intensificarea relațiilor economice și de cooperare în domeniul resurselor umane, democrație, justiție, și lupta împotriva activităților ilegale. Intenția SEECP este de a permite membrilor săi să se apropie de structurile europene și euro-atlantice, prin consolidarea relațiilor de bună vecinătate și de transformare a regiunii într-o zonă de pace și stabilitate. 

## Membri
- Membri fondatori:
  -  Albania
  -  Bosnia și Herțegovina
  -  Bulgaria
  -  Grecia
  -  Republica Macedonia
  -  România
  -  Serbia (s-a alăturat ca Serbia și Muntenegru)
  -  Turcia
- S-au alăturat mai târziu:
  -  Croația (2005)
  -  Republica Moldova (2006, înainte a avut statut de observator)
  -  Muntenegru (2007)
  -  Slovenia (2010, în timpul summitul de la Istanbul)
  -  Kosovo (2014)

## Structura
SEECP este un proces regional neinstituționalizat coordonat de către țara aflată la președinție. Președinția SEECP durează un an și este rotită în rândul membrilor. Țară care prezidează prezintă Procesul la reuniuni internaționale și găzduiește reuniunea anuală a șefilor de stat și de guvern, reuniunea miniștrilor de externe și un număr de reuniuni anuale ale directorilor politici. În funcție de situație, țară care prezidează poate solicita reuniuni extraordinare.

## Președinție
Președinția este schimbată în fiecare an:
- 1996-1997, Bulgaria
- 1997-1998, Grecia
- 1998-1999, Turcia
- 1999-2000, România
- 2000-2001, Republica Macedonia
- 2001-2002, Albania
- 2002-2003, Serbia și Muntenegru (acum Serbia)
- 2003-2004, Bosnia și Herțegovina
- April 2004 - mai 2005, România
- May 2005 - mai 2006, Grecia  Arhivat în 7 martie 2006, la Wayback Machine.
- May 2006 - mai 2007, Croația  Arhivat în 5 ianuarie 2007, la Wayback Machine.
- May 2007 - mai 2008, Bulgaria
- 2009-2010, Turcia  Arhivat în 14 august 2010, la Wayback Machine.
- 2010-2011, Muntenegru

## Reuniuni

Logo reuniunea din 2005 de la București

Reuniunile șefilor de stat și de guvern:
- 2-4 noiembrie 1997, Creta
- 12-13 octombrie 1998, Antalya
- 12 februarie 2000, București
- 25 octombrie 2000, Skopje (reuniunea extraordinară)
- 23 februarie 2001, Skopje
- 28 martie 2002, Tirana
- 9 aprilie 2003, Belgrad
- 21 aprilie 2004, Sarajevo
- 11 mai 2005, București
- 4 mai 2006,  Salonic
- 11 mai 2007, Zagreb
- 21 mai 2008, Pomorie
- 5 iunie 2009, Chișinău
- 21-23 iunie 2010, Istanbul

Reuniunile miniștrilor de externe:
- 6-7 iulie 1996, Sofia
- 5-6 iunie 1997, Salonic
- 8-9 iunie 1998, Istanbul
- 19 martie 1999, București
- 2 decembrie 1999, București
- 14 iulie 2000, Ohrid
- 16 mai 2001, Tirana
- 19 iunie 2002, Belgrad
- 9 iunie 2003, Sarajevo
- 22 octombrie 2004, București
- 24 ianuarie 2006, Atena
- 1 martie 2007, Zagreb